# Odorrana cangyuanensis
Odorrana cangyuanensis es una especie de anfibio anuro de la familia Ranidae.

## Distribución geográfica
Esta especie es endémica de la provincia de Yunnan, en el sur de la República Popular China. Habita en el condado autónomo de Cangyuan Va. 
Su presencia es incierta en Birmania.

## Etimología
Su nombre de especie, compuesto de cangyuan y el sufijo latín -ensis, significa «que vive adentro, que habita», y le fue dado en referencia al lugar de su descubrimiento, el condado autónomo de Cangyuan Va.

## Publicación original
- Yang & Rao, 2008 : Amphibia and Reptilia of Yunnan. Yunnan Publishing Group Corporation, Yunnan Science and Technology Press, Kunming, p. 12-152.[3]